# Atimie
Atimie (Oudgrieks ἀτιμία / atimía; letterlijk: "zonder eer" of "eerloos") was het gemis van enkele (ἀτιμία κατὰ προστάξεις / atimía katà prostákseis) of van alle (ἀτιμία τοῦ σώματος / atimía tou sṓmatos) burgerrechten.
Deze rechten konden een burger bij rechterlijk vonnis (graphe paranomon) worden ontnomen, of zij konden wegens het niet vervullen van zekere verplichtingen tegenover de staat (polis) verloren gaan. Hij die alle burgerlijke rechten mist (ἄτιμος / atimos), mag bijvoorbeeld niet in de rechtbank optreden, de volksvergadering (ekklèsia) of de markt (agora) niet bezoeken, enzovoorts. Volgens een aan Solon toegeschreven wet was ook een Atheens burger, die zich had geprostitueerd, atimos.
Hiermee ging soms nog verbeurdverklaring van goederen gepaard (ἀτιμία τοῦ σώματος καὶ τῶν χρημάτων / atimía tou sṓmatos kaí tōn chrēmátōn), vooral tegenover hen, die aan de staat verschuldigde gelden niet betaalden. Deze toestand van atimia hield op, zodra de schuld werd betaald, maar ging anders bij de dood van de schuldenaar ook op zijn kinderen en kleinkinderen over.
In Sparta werden de burgerrechten onder andere aan hen ontnomen, die zich uit lafheid aan een gevecht hadden onttrokken (τρέσαντες / trésantes).